# 清瀬ひまわりフェスティバル

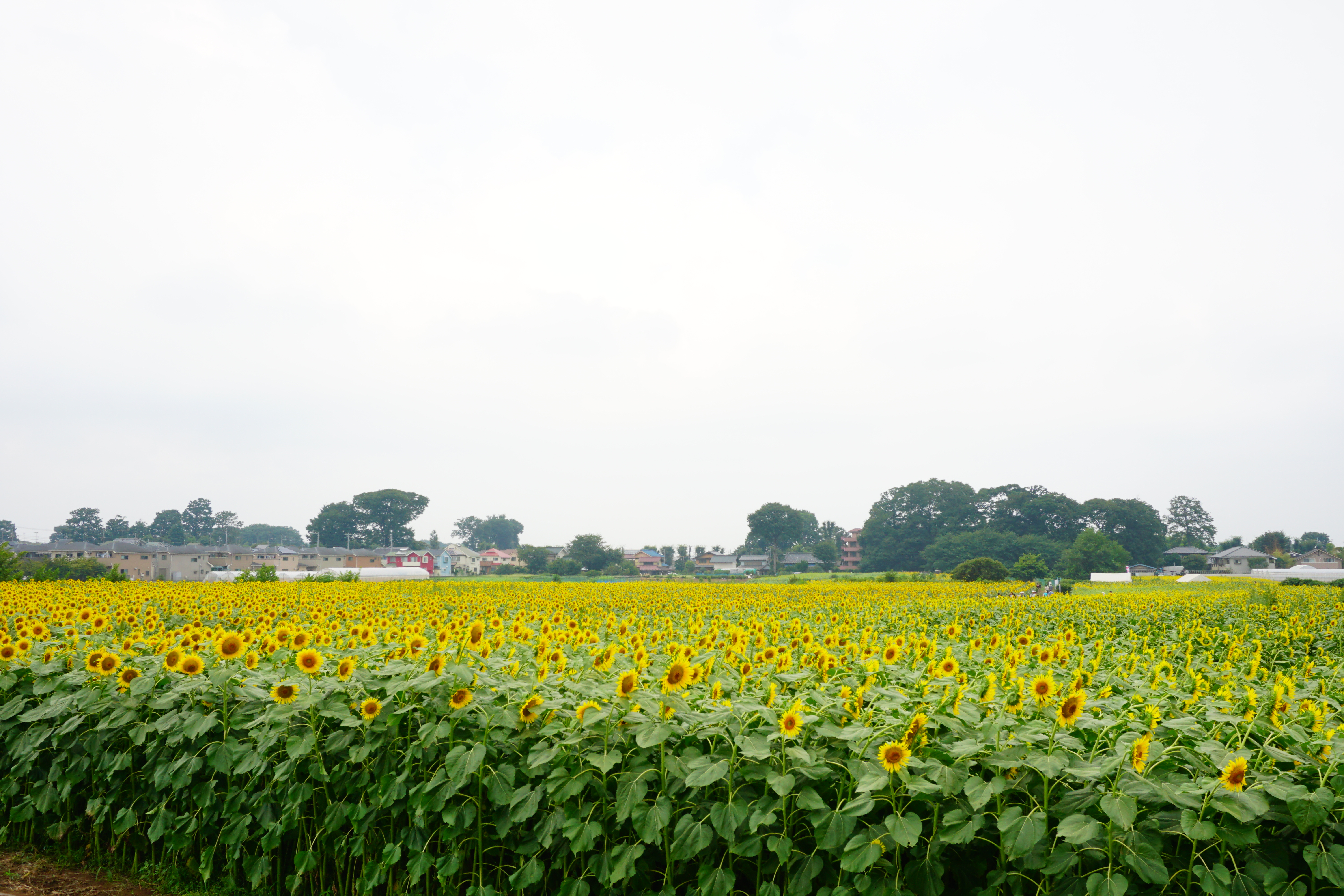
会場を一望できる特設の展望台より。（2019年）

清瀬ひまわりフェスティバルとは、東京都清瀬市下清戸で毎年8月中旬から下旬にかけて開催されるイベントである。

## 概要
2008年より毎年、8月中旬から下旬に清瀬市と「清瀬市農ある風景を守る会」が主催しているイベントである。入場料は無料。
会場に植えられるヒマワリの数は約10万本におよび、約2万4千平方メートルの個人所有の農地が会場となっている。
期間中は、会場を一望できる特設の展望台が設置され、ヒマワリ目当てのカメラマンや家族連れなどで賑わう。
また、会場内ではかき氷などの軽食、地元産の野菜および植物の販売も行われる。
2020年と2021年は新型コロナウイルス感染症の影響で中止、2022年はバーチャル開催となった。2023年は初めて7月開催となった。

## アクセス
西武池袋線清瀬駅北口より西武バス「志木駅南口」「新座営業所」「中清戸東」行きで「グリーンタウン清戸」下車。徒歩10分。